# Tutta la voglia di vivere
Tutta la voglia di vivere è un singolo del cantante italiano Fabrizio Moro, pubblicato il 24 marzo 2023 come secondo estratto dal terzo EP La mia voce vol. 2.

## Video musicale
Il video, diretto da Daniele Tofani, è stato reso disponibile in concomitanza del lancio del singolo sul canale YouTube del cantante.

## Traccia
Testi di Fabrizio Mobrici, musiche di Fabrizio Mobrici e Roberto Cardelli.
1. Tutta la voglia di vivere – 3:02